# Martin Berges
Martin Berges (* 7. Februar 1966 in Münster) ist ein deutscher politischer Beamter (CDU). Seit Juni 2022 ist er Staatssekretär im Ministerium für Landwirtschaft und Verbraucherschutz des Landes Nordrhein-Westfalen.

## Leben
Berges studierte Agrarwissenschaften an der Universität Osnabrück und der Georg-August-Universität Göttingen. Nach seiner Referendarzeit war er schließlich von 1994 bis 1997 Dozent für Agrar- und Umweltpolitik an der Katholischen Landvolkshochschule Anton Heinen im Kloster Hardehausen in Warburg. Von 1997 bis 1998 war er Unternehmensberater im Dienst der damaligen Landwirtschaftskammer Westfalen-Lippe. Von 1998 bis 2000 war er als Referent für Betriebswirtschaft ebenfalls bei der Landwirtschaftskammer Westfalen-Lippe tätig. Anschließend war er von 2000 bis 2003 Leiter des Referates Berufsbildung der Landwirtschaftskammer Westfalen-Lippe. Von 2003 bis 2004 war er Leiter der Abteilung Beratung und Bildung bei der Landwirtschaftskammer Westfalen-Lippe und hatte die gleiche Funktion von 2005 bis 2006 in der neu gebildeten Landwirtschaftskammer Nordrhein-Westfalen inne. Von 2005 bis 2008 war er ständiger Vertreter des Direktors der Landwirtschaftskammer Nordrhein-Westfalen. Von 2008 bis 2022 war er schließlich Direktor der Landwirtschaftskammer Nordrhein-Westfalen.
Im Zuge der Bildung des Kabinetts Wüst II wurde Berges am 30. Juni 2022 zum Staatssekretär des von Silke Gorißen geleiteten Ministeriums für Landwirtschaft und Verbraucherschutz des Landes Nordrhein-Westfalen berufen.
Berges ist verheiratet und hat drei Kinder.